# Baby Huey’s Great Easter Adventure
Baby Huey’s Great Easter Adventure ist eine US-amerikanische Fantasykomödie aus dem Jahr 1999 von den Regisseur Stephen Furst nach einem Drehbuch von Daryl Busby und Matty Simmons. Der Film erschien als Direct-to-Video am 2. März 1999 auf VHS.

## Inhalt
Baby Huey und Nick müssen den Osterfest in der Stadt vor den bösen  Plänen von Professor von Klupp und von P.T. Wynnsock retten.

## Produktion
Der Film war Teil einer 12-Film-Slate Direct-to-Video-Produktionen von Harvey Entertainment. Harvey Entertainment machte einen geschätzten Verlust von 250.000 US-Dollar.

## Veröffentlichung
Es wurde am 2. März 1999 von Columbia TriStar Home Video auf VHS und am 15. Februar 2005 von Classic Media auf DVD veröffentlicht.

## Rezeption
Auf Rotten Tomatoes verzeichnet der Film nur bei 20 % des Publikums einen positiven Eindruck.